# Tidvatten

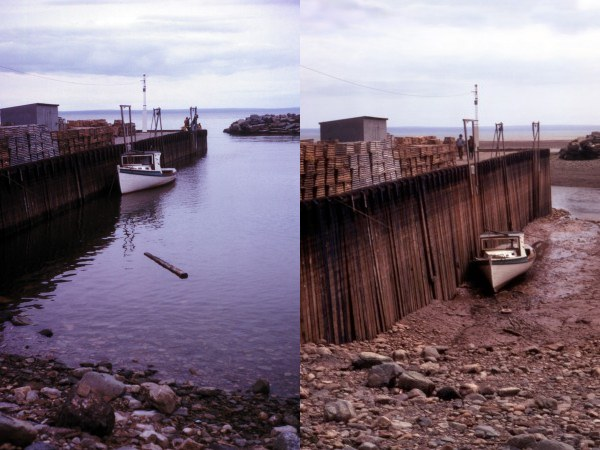
Samma hamn vid Fundybukten i Nova Scotia vid Kanadas atlantkust vid högvatten respektive lågvatten.

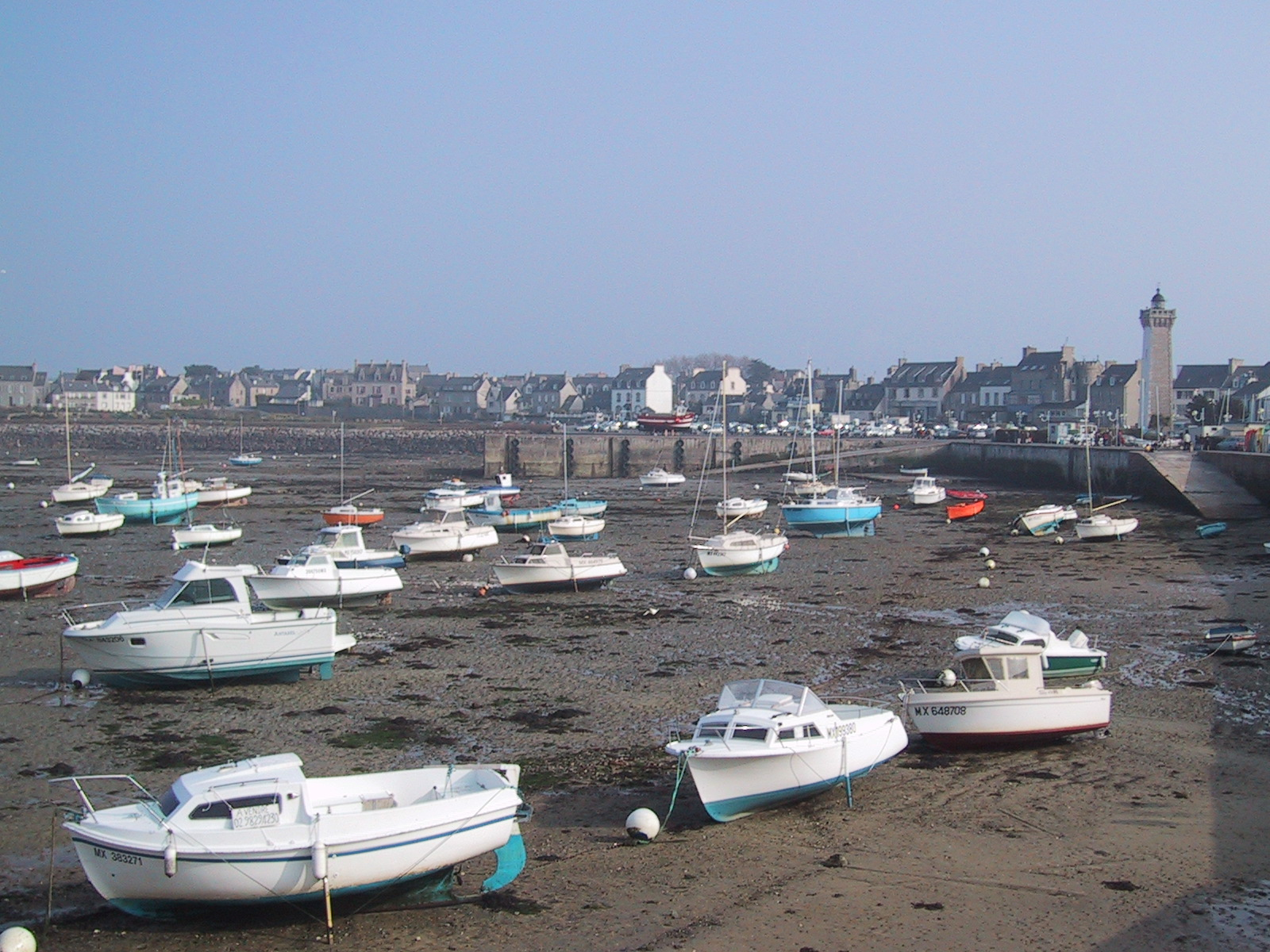
Lågvatten i Bretagne i Frankrike.

Två kroppar roterar kring sitt gemensamma masscentrum (rött kryss). (Avbildar ej skalenligt jorden och månen. Rotation som sedd mot jordens sydsida).

Tidvatten avser variationer i havsvattnets nivå med perioder på ungefär ett halvt dygn. Månens (och solens) gravitation orsakar flodberg på båda sidor av jordklotet. Dessa vattenansamlingar rör sig över havets yta eftersom jorden roterar kring sin axel.
Ebb är den tidsperiod då havsvattnet drar sig tillbaka från kusten och vattennivån sjunker tills lågvatten uppnås. Därefter följer flod, då vattnet stiger tills högvatten uppnås, varefter förloppet upprepar sig. Ibland kallas lågvatten ebb och högvatten flod. Tidvattenhöjden är skillnaden mellan lågvatten och högvatten.

## Orsak och verkan
Tidvattnet orsakas av att månens (och solens) gravitation inte är homogen över jordens hela utsträckning, vilket ger upphov till tidvattenkrafter. Månens gravitationella inverkan är något större för de delar av jorden som är närmare månen än de delar som är längre ifrån. Månen drar alltså något hårdare i de delar av jorden som är närmast, jämfört med de som är längst bort. Därför bildas en utbuktning, riktad mot månen, på den sida av jorden som är närmast månen. Omvänt bildas också en utbuktning, riktad från månen, på jordens motsatta sida. Då jorden roterar kring sin axel ungefär ett varv per dygn relativt månen kommer en given ort att ha högvatten ungefär två gånger per dygn, en gång när orten är vänd mot månen och en gång när den är vänd bort från månen. 
Solen orsakar tidvatten på samma sätt som månen men solens bidrag till tidvattnet är knappt hälften så stort som månens. Solens gravitation är mycket större än månens men skillnaderna i gravitationsaccelerationen mellan framsidan och baksidan är mindre beroende på att jordens radie är så mycket mindre än vårt avstånd till solen. Då månen, solen och jorden befinner sig på ungefär samma linje vid nymåne och fullmåne förstärker solens och månens tidvattenkrafter varandra och tidvattenhöjden blir större än genomsnittet. Då blir det springflod. Då solen och månen från jorden sett är 90 grader från varandra vid halvmåne motverkar tidvattenkrafterna varandra och tidvattenhöjden är mindre än genomsnittet. Detta kallas nipflod.
Olika omfattning
Tidvattenhöjden ute i oceanerna är högst ungefär en meter. Intill kuster och i smala och grunda sund kan tidvattenhöjden nå över tio meter och tidvattenströmmarna kan vara starka. I Engelska kanalen förekommer tidvattenhöjder på 12 meter och i Fundybukten och Ungavabukten på kanadensiska östkusten upp till 17 meter. Saltströmmen nära Bodø i Norge har världens snabbaste tidvattenström: 22 knop eller 40 kilometer i timmen. I flodmynningar kan tidvattnet orsaka vågor som fortplantar sig upp längs floden, se bore.
Vissa havsvikar saknar i princip tidvatteneffekter. Ett exempel är Bottenviken, där effekterna av tidvatten är försumbara.

## Tidjord
Månens och solens tidvattenkrafter påverkar också jordens fasta del (vilket kallas tidjord) och atmosfären.
Friktionen mellan tidvattnet och tidjorden då jorden snurrar under dem gör att jordens rotation minskar och rotationstiden ökar 0,000 000 02 sekunder per dygn. Om hundra år är ett dygn 0,000 73 sekunder längre än idag. I medeltal är dagarna hundra år framåt 0,000 36 sekunder längre än idag. Eftersom det är 36 525 dygn på ett sekel blir felet i tidräkningen 13 sekunder under ett århundrade. En annan följd av friktionen är att månen avlägsnar sig från jorden 3,8 centimeter varje år (denna hastighet har dock ändrats med tiden). Gör jämförelsen med konståkaren som drar in armarna för att öka rotationen och, med större relevans i det här fallet, sträcker ut armarna för att minska på rotationen.
Månens rotation kring sin egen axel har redan minskat till den grad att den har bunden rotation, det vill säga att den roterar ett varv kring sin axel per månvarv och hela tiden vänder samma sida mot jorden.